# Bell P-63 Kingcobra
El Bell P-63 Kingcobra fou un avió de combat monoplaça nord-americà dissenyat i fabricat per Bell Aircraft Company a la Segona Guerra Mundial.

## Desenvolupament
Tot i que el disseny és bastant semblant al del Bell P-39 Aircobra, fou un avió totalment nou i renovat des del P-39. Té molt millor acompliment a major altitud que el P-39, gràcies al fet que se li va afegir un turbocompressor suplementari i una ala de flux laminar, encara que és considerat inferior al P-51 Mustang a majors altituds.
Els països aliats, especialment l'URSS necessitaven urgentment caces, i encara que els soviètics ja eren grans usuaris del P-39 Aircobra. A més a més el govern soviètic va enviar al capacitat pilot de proves Andrey G. Kochetkov i a l'enginyer d'aviació Fiodor Suprun a les fàbriques Bell per a provar la primera variant, el P-63A Kingcobra.
El P-63A SN 269261 fou extensament probat al TsAGI, el túnel de vent més gran de l'època. La participació soviètica en la fabricació fou significativa i l'URSS fou el major comprador de l'avió, cosa per la qual Bell es va centrar a implementar els seus suggeriments. Una gran quantitat de les millores de la subvariant A van ser produïdes directament pels suggeriments russos, com l'augment de la protecció del pilot i la inclusió de suports extres en el fuselatge del model A-5, suports subalars i dipòsits de combustible extra per a la subvariant A-6, etc.
El P-63 Kingcobra tenia una capacitat de gir instantani impressionant, 110° d'alabeig inicial per segon a la velocitat de 443 km/h (275 mph), millor que el P-47 Thunderbolt, el North American P-51 Mustang, el Curtiss P-40 Warhawk i l'N1K2.

## Operadors
USAAF
 Força Aèria Soviètica
 Força Aèria Francesa
 Força Aèria d'Hondures
 Real Força Aèria (RAF)

## Especficacions

### Característiques generals
- Tripulació: 1.
- Longitud: 10 metres.
- Envergadura: 11,7 metres.
- altura: 3,8 metres.
- Superfície alar: 23 M².
- Pes en buit: 3.100 kg.
- Pes carregat: 4.000 kg.
- Pes màxim a l'enlairament: 4.900 kg
- Planta motriu: 1× Allison V-1710-93, V12.
  - Potència 1.325 hp.
- L'hèlix 1.

### Rendiment
- Velocitat màxima operativa: 656 km/h.
- Radi d'acció: 720 km.
- Abast en ferri: 3.520 km.
- Sostre de servei: 14.300 m.
- Règim d'ascens: 12,7 metres per segon.

### Armament
- Metralladores: 4× Browning M2 de 12,7 mm.
- Canons: 1× M4 de 37 mm.
- Altres: 200 kg de bombes o 6 coets.